# Griqua
Els griqua (/ˈɡriːkwə/; Afrikaans Griekwa, de vegades incorrectament anomenats Korana) són un subgrup de Sud-àfrica heterogeni i multiracial, d'origen mixt blanc o xines o indi amb negres, anomenats coloured, que té un origen únic en la història inicial de la Colònia del Cap.
Igual que altres parlants de l'Afrikaans en aquell temps, els trekboers, originalment van poblar les fronteres de la incipient Colònia del Cap. La seva societat seminòmada es va moure en escamots d'homes a cavall armats. També com el bòers, van emigrar des de Ciutat del Cap cap a l'interior i van establir diversos estats en lo que són ara Namíbia i Sud-àfrica.
Sota l'apartheid van ser classificats com a "coloured" i de llavors ençà majoritàriament s'han integrat amb altres poblacions barrejades dins Sud-àfrica.

## Nom
Els griqua són una raça i una cultura de persones barrejades que es van originar en els matrimonis mixtes i les relacions sexuals entre colonitzadors europeus al Cap i els khoikhoi que vivien a la zona, en els segles xvii i XVIII.
Els grups barrejats que es van desenvolupar en la inicial Colònia del Cap van tenir noms diferents: "Bastaards", "Basters", "Korana", "Oorlam" i "Griqua" era alguns d'ells, amb cada grup sovint tenint una preferència. Com els afrikaners, aquests grups freqüentment van emigrar terra endins per fugir del govern colonial.
Segons Isaac Tirion, el nom "Griqua" (o "Grigriqua"), d'origen khoi, és enregistrat per primer cop el 1730 referit a unes persones que viuen en la secció nord-oriental de la Colònia del Cap. El 1813 el Reverend John Campbell de la London Missionary Society (LMS) va utilitzar el terme per un grup mixt de Chariguriqua (un gruop Khoikhoi del Cap), 'bastaards', Koranna, i Tswana vivint al lloc de la moderna Griekwastad (anteriorment "Klaarwater"). Els britànics trobaven el seu "nom d'orgull", Bastaards, ofensiu, així que el LMS els va anomenar Griqua.
A causa d'un avantpassat comú anomenat Griqua i llaços compartits entre els Chariguriqua (Grigriqua), el poble oficialment va canviar el seu nom al de Griqua.

## Història

### Origen i història primerenca

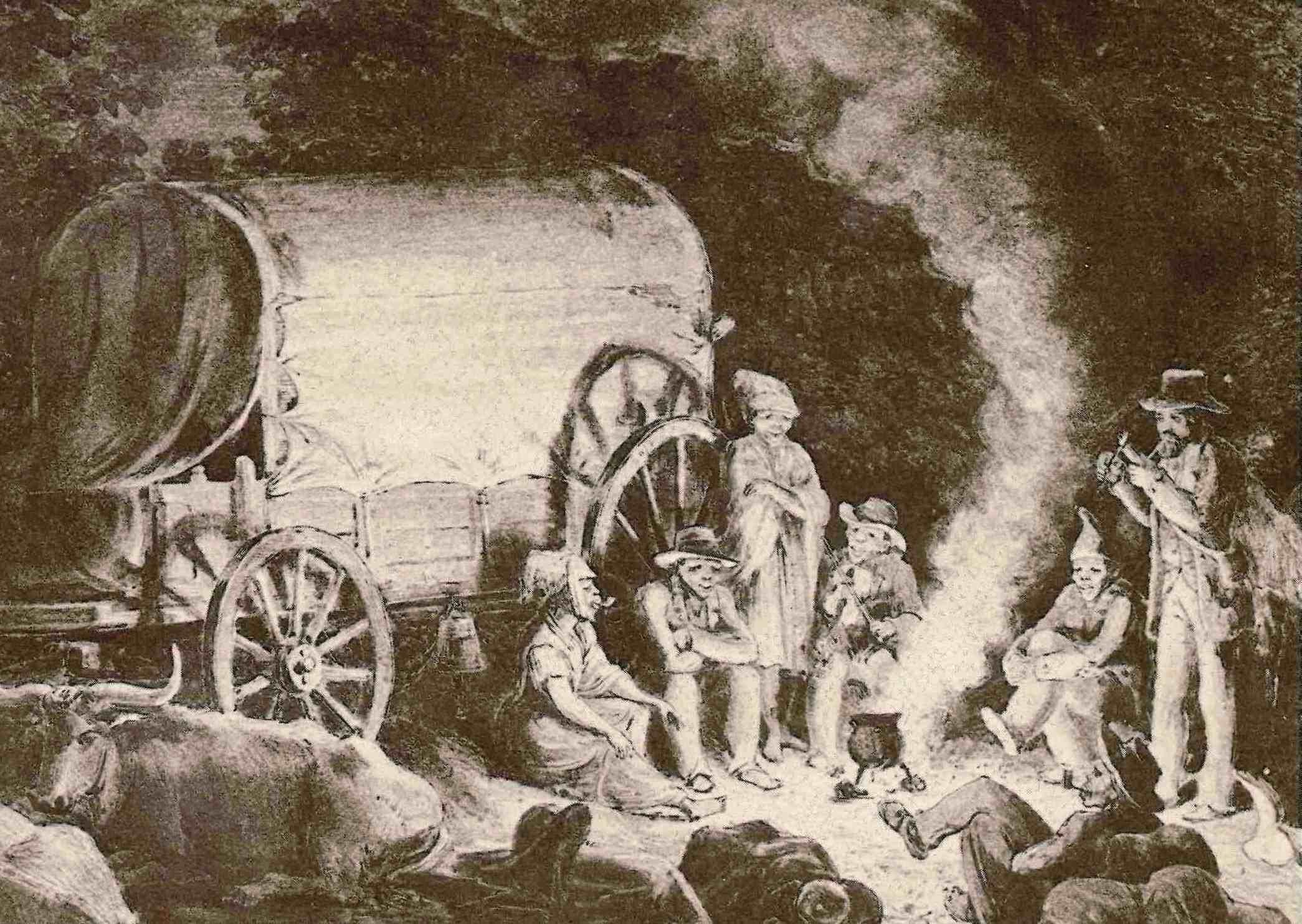
"Afrikander" trekboer nòmades barrejats a la Colònia de Cap, ancestres de la gran migració Griqua.

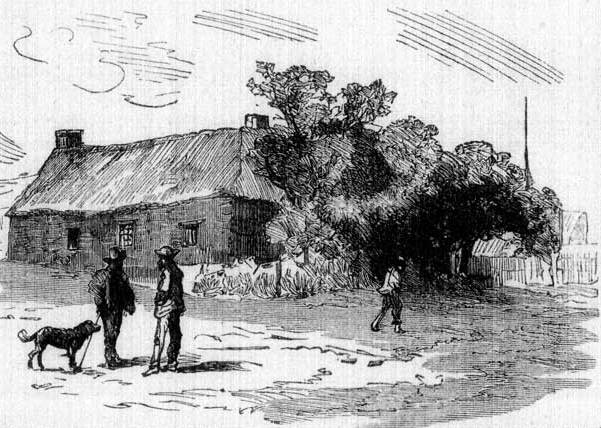
Un dibuix primerenc d'una escena de carrer en Griquatown, Griqualand Occidental

La Companyia Holandesa de les Índies Orientals (VOC) no va pretendre formar la Colònia de Cap a la punta del sud d'Àfrica per esdevenir una entitat política, però mentre més es va expandir esdevenia més exitosa; els seus dirigents no es van preocupar sobre fronteres. La frontera de la colònia era indeterminada i avançava o es contreia al capritx d'individus. Com que la VOC indubtablement es beneficiava del comerç i de la ramaderia dels trekboers, hi havia poc espai per controlar-los o donar-los suport dins la seva recerca de noves terres. L'alta proporció d'homes holandesos els va induir a agafar dones indígenes com mullers i companyes, i van néixer nens mestissos. Van créixer fins a ser un nombre considerable de població que parlava holandès i era instrumental en el desenvolupament de la colònia.
Aquests nens no van assolir l'estat social o legal accordat als seus pares, majoritàriament perquè les lleis colonials van reconèixer només formes cristianes de matrimoni. Aquest grup va esdevenir conegut com a basters, o bastards. Els colonitzadors, en la seva resposta paramilitar a la resistència insurgent dels Khoi i San, de bon grat allistaven als basters en escamots. Això va assegurar els homes esdevenien especialitzats en armament lleuger, en muntar, i en tàctiques de fustigament. Molts reclutats per a la guerra aviat van escollir abandonar la seva societat paternal i vagar fora i viure més a la manera les seves arrels maternes. El flux constant resultant d'aquests malcontents entrenats que sortien del Cap va afectar la capacitat holandesa a crear els seus escamots. També va crear grups especialitzats de bel·ligerants oportunistes que van assetjar les poblacions indígenes al llarg del riu Orange. Una vegada lliures de la colònia, aquests grups es van anomenar a si mateixos els Oorlam. En particular, el grup dirigit per Klaas Afrikaner esdevingué el més notori. Va atreure prou atenció de les autoritats holandeses per obligar-lo a rendir-se a la colònia i ser desterrat a l'illa de Robben el 1761.

### La migració griqua

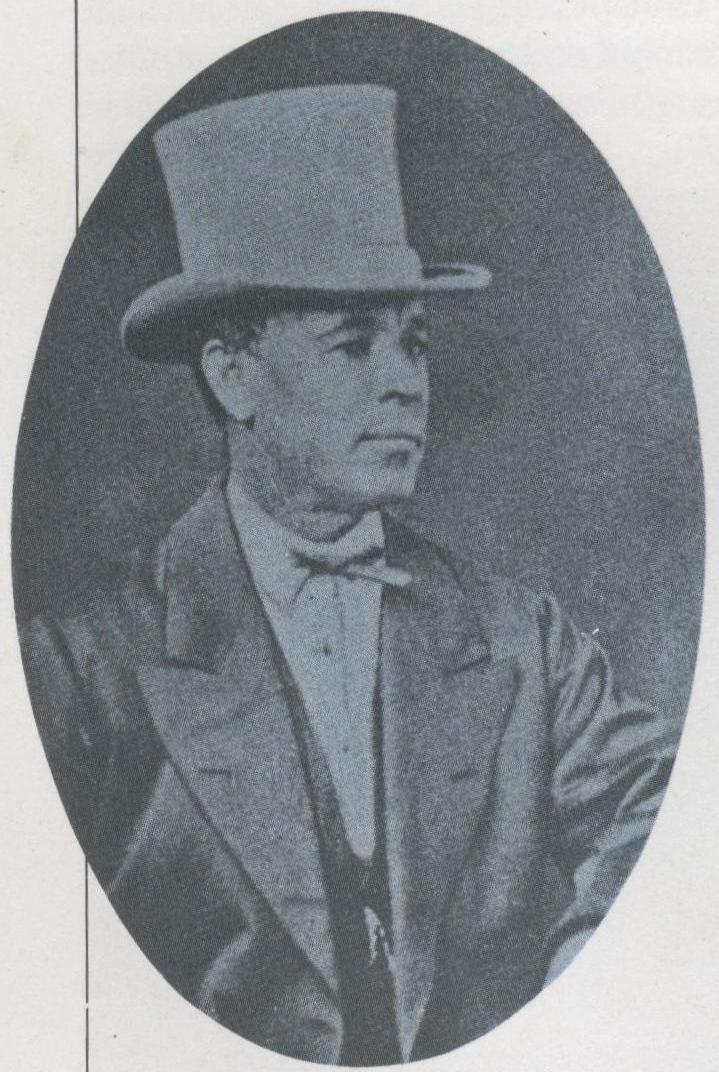
David Arnot, advocat i diplomàtic griqua.

Un del més influents d'aquests grups Oolam fou el grup Griqua. En el segle xix, els griques van controlar diverses entitats polítiques que van ser governades per Kapteins (holandès per "Capità", o sigui dirigent/líder) i els seus Consells, amb les seves constitucions escrites pròpies. El primer Kaptein griqua fou Adam Kok I, un esclau que hi havia comprat la seva pròpia llibertat. Va dirigir el seu poble cap al nord de l'interior de la Colònia del Cap. Probablement a causa de discriminació en contra els, altre cop van emigrar encara més al nord, fora del Cap, a prop del riu Orange, just a l'oest de l'Estat Lliure d'Orange, en les faldilles del sud del Transvaal. Els griques en gran part havien adoptat la llengua afrikaans abans de les seves migracions. Aquesta àrea és on la majoria de la tribu es va establir; alguns però van restar nòmades.
El successor de Kok, Andries Waterboer, va fundarGriqualàndia Occidental, i la va controlar fins a l'afluència d'europeus després de la descoberta de diamants. El 1834, la Colònia del Cap va reconèixer els drets de Waterboer a la seva terra i poble. Van signar un tractat amb ell per assegurar el pagament per l'ús de la terra per explotacions mineres. Poc després 1843, la competència entre la Colònia del Cap, l'Estat Lliure d'Orange, i el Transvaal esdevingué massa forta pels griques. Dirigits per Adam Kok III, van emigrar a l'est i van establir Griqualàndia Oriental que només va existir uns mesos abans de ser annexionada per la Colònia del Cap el 1874.
Tots dos Griqualands, Oriental i Occidental, va ser dissolts en colònies europees.

## Actual

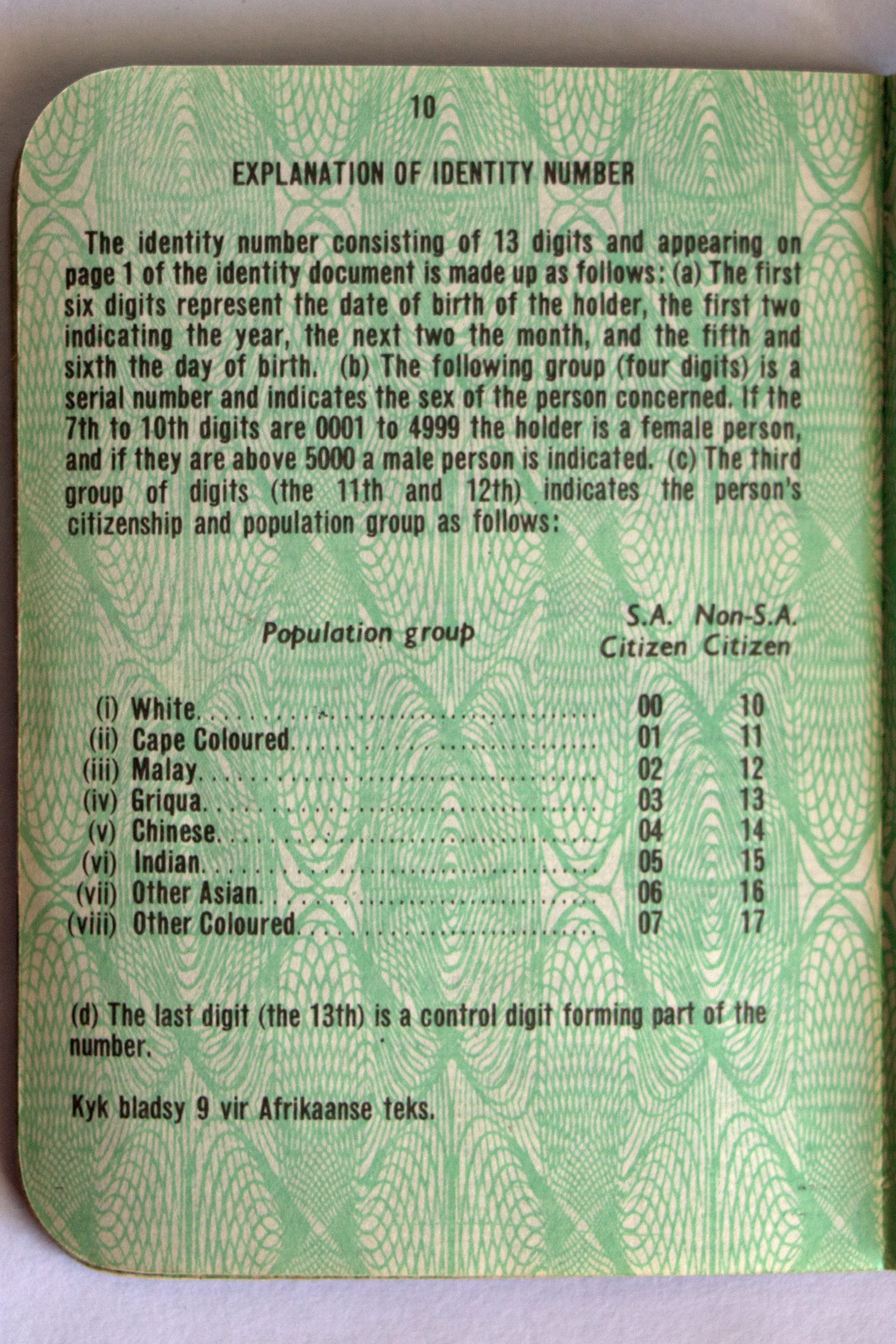
"Griqua" llistat com a etnicitat separada de "Cape Coloured" en un document d'identitat de l'era de l'apartheid.

Avui els basters són un grup ètnic separat d'orígens semblants que viuen al sud i centre de Namíbia; al nord del Cap a Campbell i Griquatown; (l'històric territori de Griqualàndia Occidental); al Cap Occidental (al voltant del petit establiment anomenat le Fleur Griqua a Kranshoek); i a Kokstad.
La població total griqua és desconeguda. El poble va ser submergit per un nombre de factors, el més important fou el de les polítiques racistes de l'era d'Apartheid, durant el qual molts griques i gent que no era van agafar la qualificació de "coloured" al suposar uns que les seves arrels els podrien col·locar al nivell més baix i altres a un nivell més alt que els africans.
L'evidència genètica indica que la majoria dels actuals griqua és d'ascendència d'europeus, khoikhoi i tswana amb un percentatge petit d'ancestres bushman.
Els griques estan representats a la Conferència Consultiva Nacional Khoisan (National Khoisan Cunsultative Conference/Nasionale Khoe-San Oorlegplegende Konferensie) que es va fundar a Oudtshoorn el 2001 i representa les nacions originàries entre els Capoids de Sud-àfrica. Participa en recerca i projectes de desenvolupament en co-operació amb el govern de la Província de Cap Occidental i amb la Universitat de l'Estat Lliure a Bloemfontein. Especialment prominents són els membres de l'influent clan de le Fleur.
El Griqua van establir la seva església pròpia, l'Església Griqua, la qual és protestant. Té un fort focus sobre el mantenint de la identitat cultural i ètnica dels griques.
Una de les controvertides teories sobre l'origen del nom Bloemfontein el connecta al dirigent griqua Jan Bloem (1775–1858). Això pot ser una coincidència, ja que Bloemfontein és holandès per "primavera florida", "flor de primavera," o "font de flors", i el lloc podria haver estat anomenat per la vegetació i no per una persona.

## Griqualàndia

Repúbliques bòers i estats griqua a l'Àfrica del sud, segle XIX

Diverses àrees de Sud-àfrica van esdevenir conegudes com a Griqualand (Griqualàndia) quan el grup hi va emigrar i s'hi va establir: 
- Griqualàndia Oriental és l'àrea al voltant de Kokstad en la frontera entre el Cap Oriental i KwaZulu-Natal. Aquesta àrea va ser poblada per Adam Kok III i més de 2,000 griques qui el van seguir a través de les muntanyes de Drakensberg el 1861. Els descendents dels griques viuen ara en gran part centrats a Kokstad, on l'església griqua és el centre de la comunitat.

- Griqualàndia Occidental és l'àrea al voltant de Kimberley, que va esdevenir significativa quan els diamants van ser descoberts a la zona. També és coneguda pels seus equips de rugby i de criquet.